# Abraham Ortega Aguayo
Abraham Ortega Aguayo (Lumaco, 14 de junio de 1891-Santiago, 20 de septiembre de 1951) fue un abogado y político chileno, miembro del Partido Radical (PR). Se desempeñó como intendente de la provincia de Concepción bajo varias presidencias provisionales, y ministro de Relaciones Exteriores de su país, durante el gobierno del presidente Pedro Aguirre Cerda.

## Familia y estudios
Nació en Lumaco, provincia de Arauco, Chile, el 14 de junio de 1891. Fue hijo de Santiago Ortega Quezada y Edelmira Aguayo Sáez.
Cursó sus estudios primarios en la Escuela Pública de Lumaco, y los secundarios en el Liceo de Hombres de Concepción. Continuó los superiores en la carrera de leyes en la Universidad de Chile, obteniendo el título de abogado (bachiller en leyes y ciencias políticas) en 1915.
Contrajo matrimonio con Betty Fenner Marín (hermana de Oscar Fenner Marín) el 2 de febrero de 1916, con quien tubo tres hijos: Renato, Rodolfo y María Isabel.

## Vida política
Desde 1924 hasta 1928 ocupó el cargo de intendente de la provincia de Concepción. Siendo con 31 años, el intendente más joven del país. Fue militante del Partido Radical (PR) donde participó activamente en la Asamblea Radical de Concepción; ocupando diversos puestos de relevancia hasta llegar a ser su presidente en 1925. En 1928 instaló un estudio jurídico en Santiago.
Paralelamente a su actividad política y profesional, se dedicó a actividades relacionadas con el fútbol. Ejerció como presidente de la Federación Chilena de ese deporte y encabezó la delegación de Chile al I Campeonato Mundial de Fútbol celebrado en Uruguay.
En diciembre de 1938, durante el gobierno del radical Pedro Aguirre Cerda, fue nombrado como ministro de Relaciones Exteriores y Comercio, cargo que mantuvo hasta febrero de 1940. Durante el desempeño de dicho puesto asumió la defensa de los republicanos españoles asilados en la embajada de Chile en España y tuvo una participación activa y decisiva en el programa de asilo ofrecido por Chile a los republicanos españoles, cuyo colofón fue el arribo a Valparaíso del barco Winnipeg, con cerca de 2.350 pasajeros que se refugiaron y vivieron en Chile. Ante este hecho, tuvo que sobreponerse a diversos ataques de sectores políticos contrarios al programa de asilo del gobierno del Frente Popular. Por otra parte durante la función de su cargo, resolvió con éxito diversas situaciones emanadas por la Segunda Guerra Mundial, llevando a cabo una política esencialmente "americanista". Fue designado por Aguirre Cerda para ocupar interinamente otros Ministerios de Estado, entre ellos y en dos oportunidades, el de Interior. Recibió diversas condecoraciones, entre ellas la Gran Cruz del Águila Azteca, otorgada por el Gobierno de México.
En 1941 fue nombrado fiscal del Instituto de Crédito Industria y luego fue su presidente hasta 1951. Asimismo, desempeñó el cargo de fiscal de la Beneficencia Pública, hasta su fallecimiento, el 20 de septiembre de 1951, en Santiago de Chile.